# Mark McGrath
Mark Sayers McGrath (né le 15 mars 1968) est un chanteur américain du groupe de rock Sugar Ray. Il est également connu pour être le coprésentateur de l'émission Extra. 

## Biographie
Né à Hartford dans le Connecticut, il grandit à Newport Beach, en Californie. Il étudie à la Corona del Mar High School et est ensuite major en section Business Communication à l'Université de Californie du Sud Marshall School of Business en 1990. Il travaille comme chauffeur de poids-lourd avant de commencer sa carrière musicale.
McGrath débute cette profession en 1992 avec un groupe composé d'amis de lycée et qu'ils nomment Shrinky Dinx (plus tard rebaptisé Sugar Ray). En 1994, le groupe signe avec Atlantic Records. Le premier succès viendra en 1997 avec la chanson "Fly".
La popularité de McGrath lui permit d'apparaître sur la couverture de magazines comme le Rolling Stone ou Spin. Il fit également des apparitions sur MTV, VH1, et diverses émissions. Le magazine People le nomma en 1998 "Rocker le plus sexy de l'année". 
McGrath débuta une carrière d'animateur en présentant l'émission Extra (en) à partir du 13 septembre 2004. McGrath quitta le show en juillet 2008 pour se concentrer sur sa carrière musicale.
Il servit également de juge pour l'émission American Idol de 2005.
Il fit de nombreuses apparitions notamment dans Las Vegas, North Shore et Law and Order: SVU et au cinéma dans Scooby-Doo, Father's Day et Filles de bonne famille et dans sharknado 2
En 2011 il participe à la 4e saison de Celebrity Apprentice de Donald Trump. 
En 2013, il fait une apparition dans la saison 9 de la série The Office, il y joue son propre rôle. 
En 2018 il participe à la première saison de Celebrity Big Brother sur CBS et joue également son propre rôle dans l'épisode 19 de la saison 4 de la série télévisée américaine Les Thunderman.
En 2021 il intègre en cours d'aventure la saison 5 de The Masked Singer, avant de se faire démasquer  Il avait le costume de l'orc.